# 万安军
万安军，中国宋朝时设置的军。
宋神宗熙宁七年（1074年），改万安州设置万安军，治所在万安县（今海南省万宁市）。下辖万安、陵水、乐会三县。包括今海南万宁、陵水等地。明朝明太祖洪武年间改为万州。